# Bispira viola
Bispira viola är en ringmaskart som först beskrevs av Grube 1863.  Bispira viola ingår i släktet Bispira och familjen Sabellidae. Inga underarter finns listade i Catalogue of Life.